# Франка Валери
Франка Валери (на италиански: Franca Valeri) е италианска актриса.

## Биография
Родена е на 31 юли 1920 година в Милано, като Алма Франка Мария Норса. Тя успява да преживее Холокоста в Милано с майка си (не е еврейка), набедена поради фалшив донос, че е незаконната дъщеря на джентълмен от Павия. Баща ѝ и брат ѝ успяват да избягат в Швейцария. 
Норса възприема фамилията Валери през 1950-те години на миналия век като почит към френския критик и поет Пол Валери. 
Валери започва кариерата си по радиото.  Тя участва във филма „Знакът на Венера“ (1955) на режисьора Дино Ризи. Повечето от героите ѝ са характерни поддържащи персонажи.
През 1960-те Валери често работи и за италианска телевизия, режисирана от Антонело Фалки.
През 1980-те и началото на 1990-те тя участва в серия от успешни реклами за „Pandoro“, които бяха добре приети и разтегнати в продължение на няколко години (Pandoro е сезонен продукт, свързан с коледните празници).
Въпреки старостта, тя все още е много активна на италианската театрална сцена. През сезона 2005 – 2006 г. изпълнява свой монолог „La Vedova di Socrate“ („Вдовица на Сократ“). През януари 2008 г. играе ролята на Соланж в „Les Bonnes“ в театъра „Миколо на Пиколо“ в Милано.

## Избрана филмография
| година | филм                  | оригинално заглавие      | роля               | режисьор       |
| ------ | --------------------- | ------------------------ | ------------------ | -------------- |
| 1955   | Знакът на Венера      | Il segno di Venere       | Чезира             | Дино Ризи      |
| 1955   | Герой на нашето време | Un eroe dei nostri tempi | Вдовицата Де Ритис | Марио Моничели |
| 1959   | Вдовецът              | Il Vedovo                | Елвира Алмираги    | Дино Ризи      |
| 1959   | Такива, каквито сме   | Arrangiatevi!            | Мариса             | Мауро Болонини |